# La Corrida (film)
Pour les articles homonymes, voir Corrida (homonymie).
La Corrida est un court métrage français d'animation réalisé par Christian Broutin, sorti en 1975.

## Fiche technique
- Titre : La Corrida
- Réalisateur : Christian Broutin
- Scénario : Christian Broutin
- Photographie : Michel Boschet
- Montage : Michel Valio
- Société de production : Les Films Armorial
- Durée :  14 minutes
- Date de sortie : 1975

## Distinctions
- 1975 : Prix Jean-Vigo